# Злотницкий, Дмитрий Антонович
Дми́трий Анто́нович Злотни́цкий (ок. 1805 —1865) — исполняющий обязанности Олонецкого губернатора, Черниговский вице-губернатор, коллежский советник, предводитель дворянства Радомысльского уезда. Герб — Новина.

## Биография
Происходил из дворян, римско-католического вероисповедания. Родился около 1805 года — сын Антона Осиповича Злотницкого от четвёртой жены, Елизаветы Дмитриевны, урождённой Норовой.
В 1824 г. поступил в лейб-гвардии Уланский полк, с 1825 г. — корнет.
С 1827 г. — адъютант киевского военного губернатора, генерала П. Ф. Желтухина.
С 1828 г. — продолжает службу в лейб-гвардии Уланском полку.
С 1830 г. — в отставке.
С 1838 по 1844 гг. (два выборных срока) — предводитель дворянства Радомысльского уезда.
С 1844 г. — почётный попечитель Киевских гимназий.
С 1858 г. — советник Виленского губернского правления.
С 1861 г. — олонецкий вице-губернатор действительный статский советник С. М. Биранович был уволен по собственному прошению, связанному с расстроеным здоровьем, и надворный советник Злотницкий был назначен исполняющим обязанности на его место. В 1862-м губернатор А. А. Философов уезжает в Петербург и Злотницкий вернувшись из отпуска с 12 июня заступает на должность исполняющего обязанности гражданского губернатора Олонецкой губернии. 24 сентября прошение Философова об отставке было удовлетворено и уже с 21 сентября Золотницкого причисляют к министерству, а вице-губернатором становится действительный тайный советник А. В. Виноградский.
В 1864 году был произведён в коллежские советники.
В 1865 году назначен на должность вице-губернатора Черниговской губернии и в этой должность скончался 14 декабря 1865 года[по какому календарю?].

## Награды
- орден Святого Владимира 4-й степени
- орден Святой Анны 2-й степени
- Знак беспорочной службы XV лет.

## Семья
Сыновья Станислав-Эдуард (род. 1834), Артур-Дмитрий (род. 1842), Александр (род. 1845), Чеслав-Сигизмунд (род. 1849). Сигизмунд женился на грузинской княжне Марии Эрисбаровне Эристовой.